# Kanton Seiches-sur-le-Loir
Der Kanton Seiches-sur-le-Loir war von 1790 bis 2015 ein französischer Wahlkreis im Arrondissement Angers, im Département Maine-et-Loire und in der Region Pays de la Loire. Sein Hauptort war Seiches-sur-le-Loir.
Im Zuge der Umorganisation im Jahr 2015 wurde der Kanton aufgelöst und die Wahlberechtigten seiner Gemeinden großteils dem Kanton Angers-6 zugeteilt.
Der Kanton umfasste Wahlberechtigte aus folgenden 13 Gemeinden:
| Gemeinde               | Einwohner Jahr | Fläche km² | Bevölkerungsdichte | Code INSEE | Postleitzahl |
| ---------------------- | -------------- | ---------- | ------------------ | ---------- | ------------ |
| Bauné                  | 1689 (2013)    | –          | – Einw./km²        | 49019      | 49140        |
| Beauvau                | 266 (2013)     | –          | – Einw./km²        | 49025      | 49140        |
| La Chapelle-Saint-Laud | 722 (2013)     | –          | – Einw./km²        | 49076      | 49140        |
| Chaumont-d’Anjou       | 282 (2013)     | –          | – Einw./km²        | 49084      | 49140        |
| Cornillé-les-Caves     | 464 (2013)     | –          | – Einw./km²        | 49107      | 49140        |
| Corzé                  | 1718 (2013)    | –          | – Einw./km²        | 49110      | 49140        |
| Fontaine-Milon         | 588 (2013)     | –          | – Einw./km²        | 49139      | 49140        |
| Jarzé                  | 1839 (2013)    | –          | – Einw./km²        | 49163      | 49140        |
| Lézigné                | 770 (2013)     | –          | – Einw./km²        | 49174      | 49430        |
| Lué-en-Baugeois        | 335 (2013)     | –          | – Einw./km²        | 49185      | 49140        |
| Marcé                  | 844 (2013)     | –          | – Einw./km²        | 49188      | 49140        |
| Seiches-sur-le-Loir    | 2974 (2013)    | –          | – Einw./km²        | 49333      | 49140        |
| Sermaise               | 300 (2013)     | –          | – Einw./km²        | 49334      | 49140        |